# Не журись! (фільм)
«Не журись!» (груз. «არ იდარდო!», рос. «Не горюй!») — радянський художній фільм кінорежисера Георгія Данелії. Являє собою вільну, перенесену у Грузію XIX сторіччя екранізацію роману французького письменника Клода Тільє «Мій дядько Бенжамен».
Прем'єри відбулися: СРСР (22 грудня 1969 року), НДР (8 травня 1970 року), Фінляндія (1 червня 1973 року), Швеція (15 червня 1973 року, на телебаченні).

## Сюжет
Після закінчення Петербурзького університету, повний надій та грандіозних планів, повертається в рідне містечко молодий лікар Бенжамен Глонті. Але життя, як і до його від'їзду, таке саме: зростає сім'я сестри Софіко, ретельно з ранку до вечора переписує папери її чоловік Лука, час від часу спускаючись у льох, щоб «перекинути» келих. І, як і раніше, тиняючись без діла, «дістає» всіх адвокат Додо. Бенжамен став сумувати по необлаштованому життю. І тоді, щоб виправити справи брата, вирішила Софіко одружити його на дочці старого лікаря…

## Актори
- Серго Закаріадзе — Леван, старий лікар
- Вахтанг Кікабідзе — Бенжамен Глонті, молодий лікар
- Софіко Чіаурелі — Софіко, сестра Бенжамена
- Анастасія Вертинська — княгиня Мері Цинцадзе, дочка Левана
- Давид Абашидзе — князь Вамех Вахварі
- Аріадна Шенгелая — княгиня Вахварі
- Веріко Анджапарідзе — мати Кокі
- Сесіль Такаішвілі — тітка Домна
- Георгій Кавтарадзе — Лука
- Іпполіт Хвічіа — Сандро, вусатий шарманщік
- Євген Леонов — солдат Єгор Залетаєв
- Сергій Філіппов — цирульник Ерос
- Абессалом Лорія — аптекар
- Ія Нінідзе — дочка Софіко
- Лія Гудадзе — дружина рибалки
- Карло Саканделідзе — адвокат Додо
- Коте Даушвілі — священик
- Нана Канделакі
- Леван Шамілов — Варлаам, племінник Бенжамена
- Баадур Цуладзе — господар кафе
- Мераб Кокочашвілі
- Гія Бадрідзе
- Фрунзік Мкртчан — турок-контрабандист в тюремній камері
- Зураб Капіанідзе — секундант Алекса
- Олександр Купрашвілі
- Василь Чхаідзе
- Катерина Верушвілі — Тамар
- Джемал Гаганідзе — в епізоді
- Георгій Данелія — тюремний наглядач
- Рене Хобуа — в епізоді, вигаданий актор, єдиний реальний епізод
- Хута Гогіладзе — в епізоді
- Віктор Дейсадзе — в епізоді
- Іраклій Ніжарадзе — в епізоді
- Нодар Сохадзе — в епізоді
- Грігол Талаквадзе — в епізоді
- Реваз Барамідзе — в епізоді
- Маріка Чічінадзе — в епізоді

## Нагороди
- Мар-дель-Плата-70
- Картахена-70.

## Цікаві факти
- Фільм знімався на вузькоколійній залізниці Боржомі — Бакуріані[1].
- На початку фільму голос за кадром вимовляє фразу: «Було це в кінці минулого століття у сонячному черепичному містечку. А може, цього й не було … Ні, мабуть все-таки було». Фраза ця з'явилася  за вимогою худради, яка приймала стрічку. А вимовляє її кінорежисер Михайло Ромм[2].
- За словами Данелії, фільм викликав негативну реакцію у Леоніда Гайдая і Сергія Параджанова, але був високо оцінений Федеріко Фелліні[3].
- Один із героїв фільму — адвокат — порівнює Бенджамена з Гіппократом, Коперніком і Георгієм Саакадзе. Михайло Чіаурелі (чоловік рідної тітки Данелії — Веріко Анджапарідзе) колись зняв про нього фільм, в якому невелику роль зіграв сам Данелія.
- Цей фільм Данелії — єдиний, де грали його грузинські родичі — тітка Веріко Анджапарідзе і двоюрідна сестра Софіко Чіаурелі.
- У цьому фільмі вперше в титрах з'являється ім'я Рене Хобуа — людини, яка ніколи не знімалася у фільмах Данелії, але завжди з тих пір згадувалася в титрах кожного стрічки[3].
- Практично одночасно з радянським фільмом у Франції була закінчена своя екранізація роману Клода Тільє «Мій дядько Бенжамен» (реж. Едуар Молінаро, за участю Жака Бреля в ролі Бенжамена та Бернара Бліє в ролі князя).
- У цьому фільмі вперше Гія Данелія зняв одного з улюблених своїх акторів — Вахтанга Кікабідзе, який пізніше з'явиться в його стрічках «Зовсім безнадійний» (1973), «Міміно» (1977), «Фортуна» (2000). У розрахунку на Кікабідзе писалася і головна роль у фільмі «Паспорт» (1990).
- Це перший фільм Данелії, до якого написав музику Гія Канчелі — надалі постійний співавтор режисера.
- Фільм став першою спільною роботою Данелії зі сценаристом Ревазом Габріадзе (надалі вони разом писали сценарії до «Міміно» (1977), «Кін-Дза-Дза» (1986), «Паспорт» (1990).